# Ченезели
Ченезели је насеље у Италији у округу Ровиго, региону Венето.
Према процени из 2011. у насељу је живело 934 становника. Насеље се налази на надморској висини од 12 м.

## Становништво
Према резултатима пописа становништва 2011. у општини је живело 1.813 становника.
| 1951. | 1961. | 1971. | 1981. | 1991. | 2001. | 2011. |
| ----- | ----- | ----- | ----- | ----- | ----- | ----- |
| 3.907 | 3.166 | 2.642 | 2.385 | 2.097 | 1.871 | 1.813 |